# Friedrich Wilhelm (Sachsen-Meiningen)
Friedrich Wilhelm von Sachsen-Meiningen (* 16. Februar 1679 in Ichtershausen; † 10. März 1746 in Meiningen) war von 1743 bis zu seinem Tode Herzog von Herzogtum Sachsen-Meiningen und entstammte den ernestinischen Wettinern.

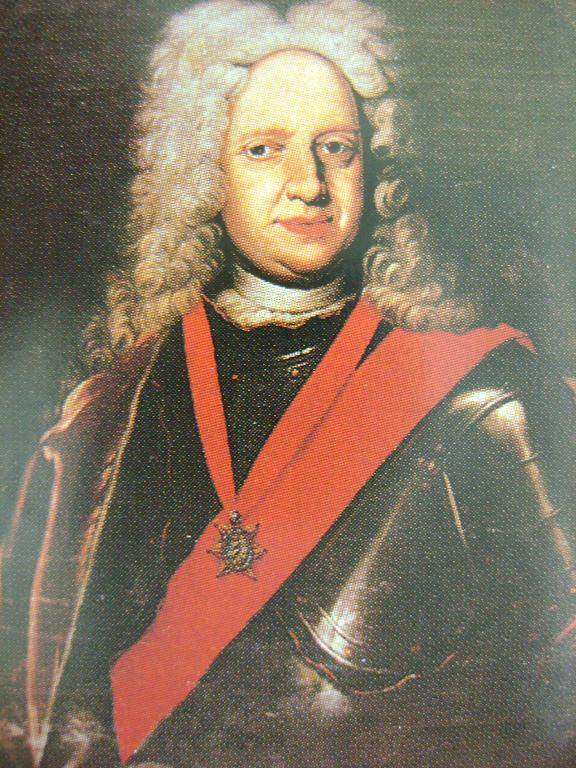
Herzog Friedrich Wilhelm von Sachsen-Meiningen

## Leben
Friedrich Wilhelm war ein Sohn des Herzogs Bernhard I. von Sachsen-Meiningen und dessen erster Gemahlin Marie Hedwig von Hessen-Darmstadt (1647–1680). Damit entstammte er dem Haus Sachsen-Meiningen. Wegen der fehlenden Primogeniturordnung im Land war er nach dem Tod seines Vaters 1706 zur Mitherrschaft im Land berechtigt.
Als wenig begabt und völlig unselbständig beschrieben, verzichtete er gegenüber seinem nach Alleinherrschaft strebenden älteren Bruder Ernst Ludwig I. 1707 und nochmals 1717 auf alle Herrschaftsansprüche.
Nach dem Tod seines älteren Bruders 1724 wurde er zusammen mit Herzog Friedrich II. von Sachsen-Gotha-Altenburg zum Vormund seiner Neffen Ernst Ludwig II. und Karl Friedrich bestimmt. Friedrich Wilhelm machte sich dabei völlig vom Gothaer Herzog abhängig und gewährte ihm erheblichen Regierungseinfluss. Zudem prozessierte auch Friedrich Wilhelms jüngerer Halbbruder Anton Ulrich um Einbeziehung in die Regierung Sachsen-Meiningens. Die verworrenen innen- und außenpolitischen Verhältnisse wirkten sich auf das Land sehr nachteilig aus.
Nach dem Tod seines Neffen Karl Friedrich 1743 wurde Friedrich Wilhelm, der bereits seit 1732 Senior der Ernestiner war, gemeinsam mit seinem Halbbruder Anton Ulrich als Herzog von Sachsen-Meiningen. Bei der Übernahme des Senioratsamts Oldisleben stiftete er den Senioratsorden, den er siebenmal verlieh. Die Ordensdekoration war ein goldenes, weiß emailliertes Malteserkreuz mit acht goldene Kugeln an den Spitzen und der Inschrift 
FW / Ern. / Lin. / Sen. (Friedrich Wilhelm, Senior der Ernestinischen Linie)
. Zwischen den Kreuzarmen war das mit einem Fürstenhut gekrönte sächsischen Wappen in Herzform zu sehen, zwischen den Spitzen die Worte 
IN MEMOR. / SENII ANNO / 1732 (In Erinnerung des Alters 1732)
. Die Rückseite zeigte die Ordensdevise
Ami / citiae et Vir / tuti (Der Freundschaft und Tugend)
.
Friedrich Wilhelm starb 1746 ohne Erben. Die Regierung wurde von Anton Ulrich alleine weitergeführt.